# Мельничук Олег Анатолійович
Олег Анатолійович Мельничу́к (нар. 15 травня 1968, Мельниківці) — український історик, педагог; доктор історичних наук з 2010 року, професор з 2013 року, декан факультету історії і міжнародних відносин. Чоловік правознавця Ольги Мельничук.

## Біографія
Народився 15 травня 1968 року в селі Мельниківцях Немирівського району Вінницької області. З 1989 по 1994 рік навчався на історичному факультеті Вінницького державного педагогічного інституту імені Миколи Островсьюого, отримав спеціальність «Історія»; з 1995 по 1998 рік — аспірант цього ж вишу (науковий керівник професор Петро Григорчук); 1999 року у Київському національному університеті імені Тараса Шевченка захистив кандидатську дисертацію на тему «Комітети незаможних селян на Поділлі. 1920—1933».
З 1998 року — асистент; з 1999 року — старший викладач; з 2000 року — доцент кафедри історії слов'янських народів
Вінницького державного педагогічного університету імені Михайла Коцюбинського, виконував обов'язки заступника декана з наукової роботи історичного факультету університету. З 2005 року — заступник директора з наукової роботи Інституту історії, етнології і права Вінницького педагогічного університету.
У 2008 році закінчив Київський університет внутрішніх справ за спеціальністю «Правознавство». В 2010 році захистив докторську дисертацію на тему «Діяльність органів соціального страхування в Україні у 20-х — 30-х роках ХХ століття». Від 2011 року — завідувач кафедри всесвітньої історії Вінницького педагогічного університету. З 2014 року — головний редактор наукового фахового видання «Наукові записки Вінницького державного педагогічного університету імені Михайла Коцюбинського. Серія: Історія».

## Наукова діяльність
Досліджує проблеми держави і права, історію соціальної політики в Україні періоду НЕПу. Автор понад 200 наукових та навчально-методичних праць, серед яких: 8 монографій; 4 навчальних та 12 навчально-методичних посібників, понад 100 статей у наукових фахових виданнях, зокрема:
- Участь комнезамів в афарних перетвореннях на Поділлі. — Вінниця, 1998;
- Боротьба за владу на селі в 1920—1925 роках: сільські ради проти комнезамів // Нова політика. — 1998. — № 2;
- Комітети незаможних селян у хлібозаготівельних кампаніях 1928—1932 pp. на Поділлі // 3бірка наукових праць Кам'янець-Подільського державного педагогічного університету. — Кам'янець-Подільський, 1998;
- Комнезами — опора в утвердженні більшовицької влади на селі // Наукові записки Тернопільського державного педагогічного університету. Випуск VII. — Тернопіль, 1998;
- Комнезами у проведенні суцільної колективізації на Поділлі // Наукові записки ВДПУ імені М. Коцюбинського. — Випуск 3. — Вінниця, 2001;
- Комітети незаможних селян на Поділлі (1920—1933 pp.). — Вінниця, 2001 (у співавторстві);
- Соціальне страхування в радянській Україні (20–30-ті роки ХХ століття). Вінниця, 2009;
- Голодомор 1932—1933 років в Україні: 80 років трагедії // Історія України. 2013. № 21;
- Бо ти любив, в душі беріг як скарб коштовний Україну: життєпис українського патріота Івана Демидовича Юрченка. Вінниця, 2015;
- Ставлення червоноармійців до більшовицьких перетворень у подільському селі наприкінці 1920-х рр. // Вінниччина: минуле та сьогодення. Вінниця, 2016;
- Забуті жертви. Вінниччина в роки нацистської окупації 1941—1944. Збірник документів. Вінниця: ТОВ «Нілан-ЛТД», 2017;
- Українська революція (1917—1921) в іменах: вінницькі сторінки. Бібліографічний довідник. Вінниця: ТОВ «Твори», 2019. (у співавторстві);
- Очерки социального страхования в России и СССР. Казань: Издательство КНИТУ, 2019. (у співавторстві);
- Пам'ятки історії та культури Вінницької області. Частина І. Барський-Немирівський райони. — Вінниця: ПрАТ «Віноблдрукарня». 2019 (у співавторстві).

навчальні підручники та посібники
- Теорія держави та права. Навчальний посібник. — Вінниця: Вінницька міська друкарня, 2001. (у співавторстві);
- Трудове право України. Курс лекцій. Навчальний посібник. Вінниця: ВДПУ, 2002. (у співавторстві);
- Правознавство: Навчальний посібник. Вінниця: Вінницька міська друкарня, 2006. (у співавторстві) (гриф МОН України);
- Трудове право України: Навчальний посібник. Вінниця: «Едельвейс і К», 2009. (у співавторстві) (гриф МОН України).